# Ek van Zanten
Ernst Arnold Frederik Robert "Ek" van Zanten, (Zaltbommel, 17 de febrero de 1933) es un ilustrador y escultor de los Países Bajos.

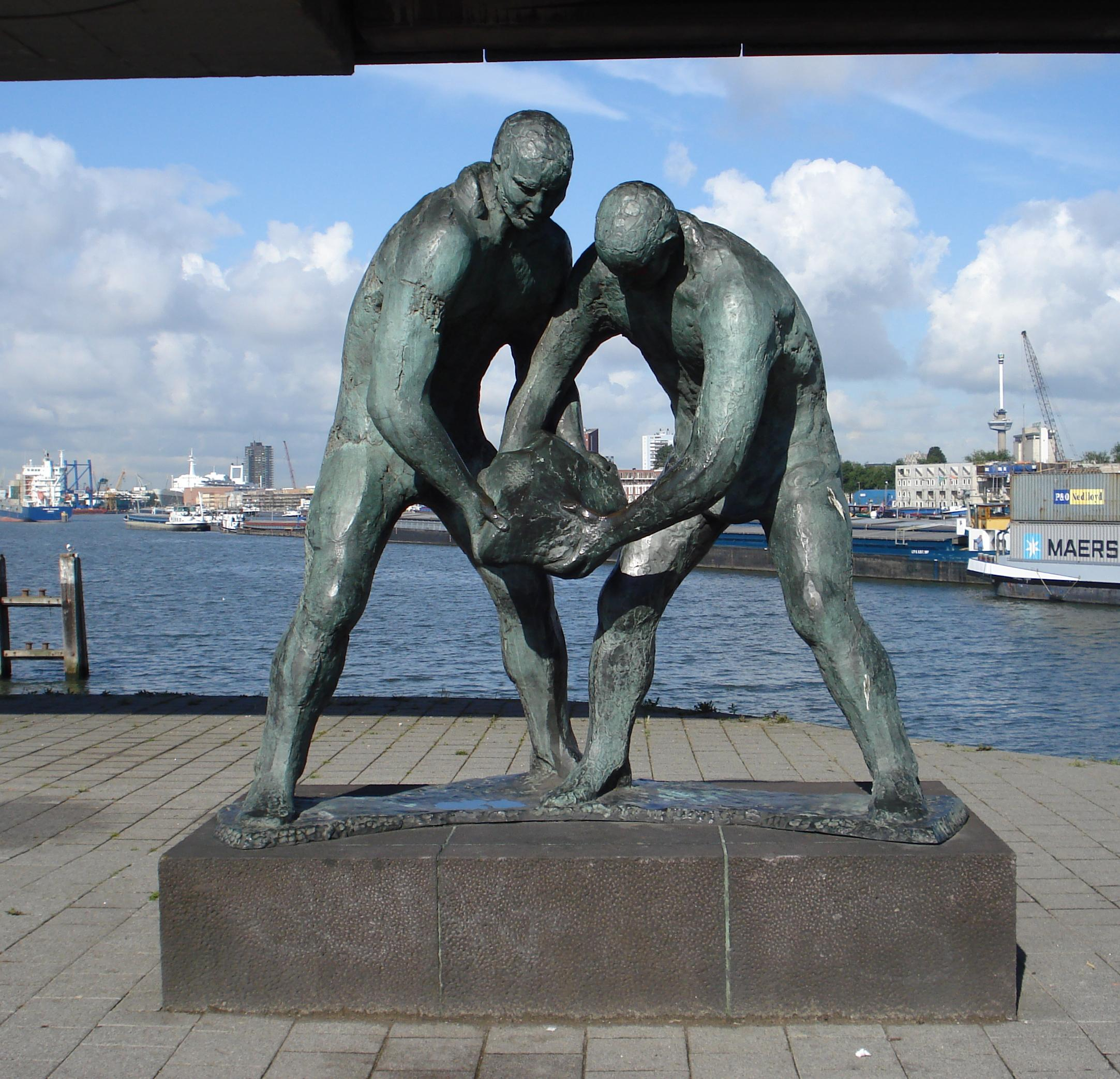
Dijkwerkers, Róterdam.

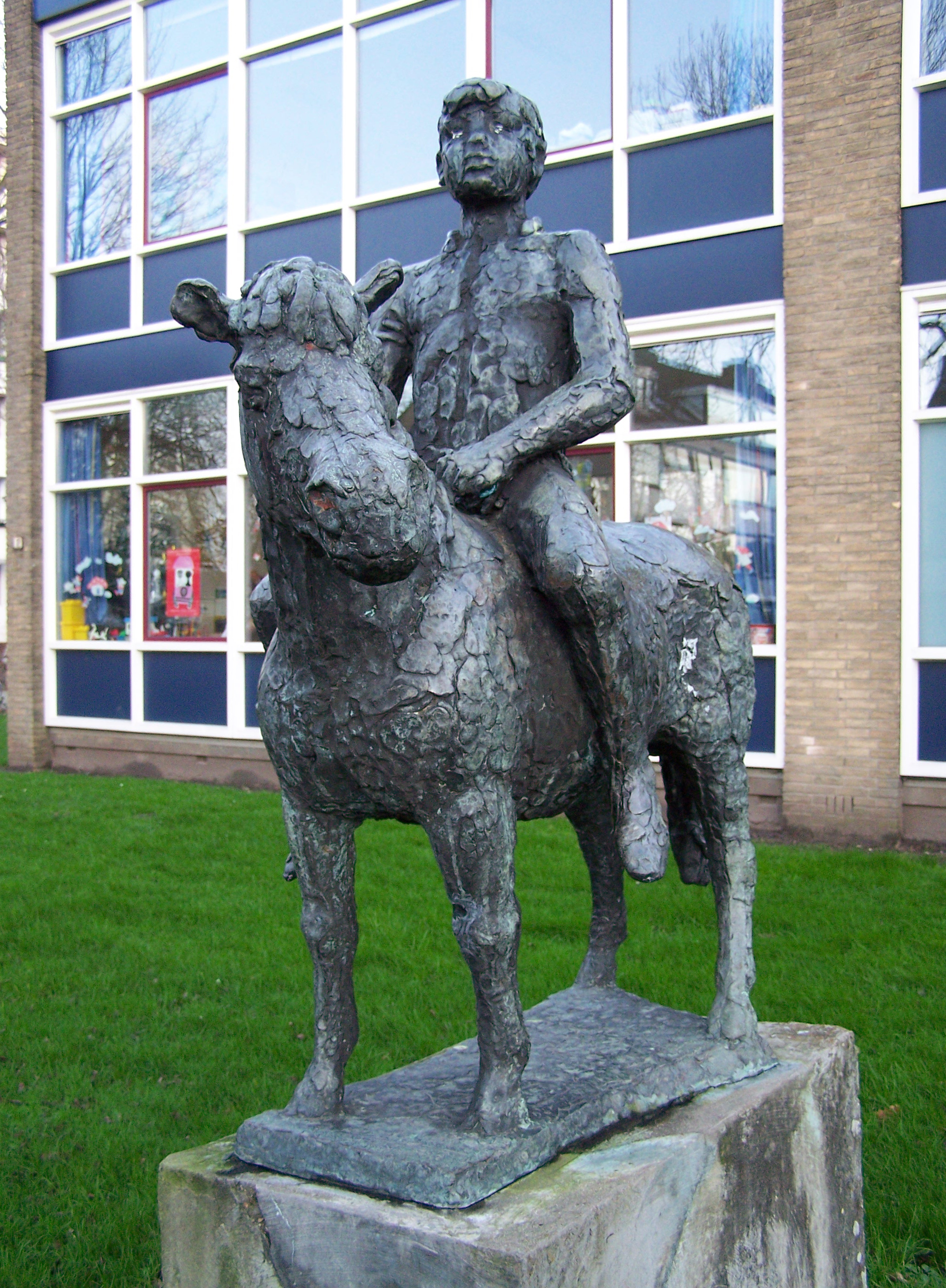
"Pony met kind" en Utrecht (1965).

## Vida y obra
Ek van Zaeten fue alumno en la Rijksakademie voor Beeldende Kunsten (Academia estatal de artes visuales) en Ámsterdam, donde tuvo a Peter Esser como maestro, entre otros. Uno de sus compañeros de clase era Jan Wolkers. En 1953 recibió una beca para sus estudios en la Escuela Nacional de Arquitectura y Artes Decorativas (Escuela Superior de Bellas Artes) en Bruselas.
En 1955, Van Zanten tomó parte en la tercera edición de la exposición internacional de escultura en Sonsbeek Park, con su imagen de Mujer de la silla (Dame in Stoel). En 1963 recibió el Premio de Cultura de la ciudad de Hilversum, por  su visión de Europa y el toro. Además de su trabajo como escultor, desde 1971 a 1988 , Van Zanten fue profesor a tiempo parcial en la Academia Minerva en la ciudad de Groninga.
Después de la Copa del Mundo de 1974 en Alemania, la ciudad de Ámsterdam encargó a Van Zanten una obra de arte. La imagen representa el momento en que Berti Vogts y Johan Cruyff marcan en la final de la copa. Las figuras fueron instaladas justo antes de la Copa del Mundo en 1978, en el  Estadio Olímpico.
Las esculturas de Van Zanten suelen ser de bronce, principalmente figurativas. En los últimos años ha trabajado con gran fuerza y se dedica principalmente al dibujo. Con ocasión del 75 aniversario del escultor se editó un libro en 2008, la primera copia fue presentada por Peter Rehwinkel, alcalde de Naarden.

## Trabajos (selección)
Ámsterdam
- Johan Cruijff y Berti Vogts (1978), en el Olympisch Stadion

Bussum
- Dame met hoed (Dama con sombrero, 1986), Winkelcentrum Nieuwe Brink

Emmen
- Meisje met haan (chica con gallina, 1964), Prinsenlaan

Hilversum
- Europa en de stier (Europa y el toro, 1963),   Laapersweg

Naarden
- Burgerzin(Cívico), Ruysdaelplein

Róterdam
- Dijkwerkers (Los trabajadores de Dijk, 1970), Maashaven

Soest
- Zonaanbidster (1961)

Utrecht
- Pony met kind (El niño en pony) 1965)

Washington D.C.
- Dijkwerkers, (Los trabajadores de Dijk) en la Embajada de Holanda